# Ilse Zelle
Ilse Zelle, geborene Knaake, geschiedene Henneberg (* 1951 in Bitterfeld, Sachsen-Anhalt) ist eine deutsche Lehrerin und Autorin. Schwerpunkte ihrer Arbeiten sind pädagogische und historische Veröffentlichungen über die Zeit des Nationalsozialismus. Sie ist eine Urenkelin von Karl Knaake (1835–1905), dem evangelischen Theologen, Lutherforscher und Begründer der Weimarer Lutherausgabe.

## Leben
Ilse Zelle studierte an der TU Braunschweig Religion, Geschichte, Politik und Kunst. Von 1973 bis 2013 war sie als Lehrerin in Niedersachsen tätig, zunächst in Schöppenstedt und Braunschweig, von 1981 an der Kooperativen Gesamtschule (KGS) Stuhr-Brinkum im Landkreis Diepholz. Der Projektkurs „Spurensuche“ wird seit 1992 von ihr in den Fächern Ev. Religion und Werte und Normen in der Gymnasialen Oberstufe der KGS durchgeführt. Ziele des Kurses sind vor allem das Wachhalten der Erinnerung an die NS-Verbrechen und das Gedenken an die Opfer des Nationalsozialismus, der Dialog mit Überlebenden des nationalsozialistischen Terrors sowie die Förderung von Toleranz und Völkerverständigung.
Die Arbeit des Kurses wird innerhalb der Schule mit verschiedenen Fächern, Klassen und Schulzweigen vernetzt. Mehr als 45 Zeitzeugen besuchten die Schule. Regional veranstaltet der Kurs gemeinsame Aktionen u. a. mit Gemeinden und Städten, Kirchengemeinden, Schulen und Museen im Landkreis Diepholz.
Bundesweit und international werden Ausstellungseröffnungen, szenische Lesungen, Buchvorstellungen, Gestaltung von Gedenktagen oder Fortbildungsveranstaltungen in KZ-Gedenkstätten, Museen, Rathäusern, Schulen, Kirchengemeinden oder jüdischen Gemeinden durchgeführt.
Ihr bekanntestes Projekt, die Schülerausstellung „Vom Namen zur Nummer“ über Einlieferungsrituale in Konzentrationslagern wurde 2000 als Beitrag des Auswärtigen Amtes auf der 1. Internationalen Holocaustkonferenz in Stockholm gezeigt, an der mehr als 40 Ministerpräsidenten teilnahmen. Die einzelnen Projekte erhielten bis 2013 ca. 30 internationale, bundesweite sowie Landesauszeichnungen. Die langjährige Arbeit des Projektkurses wurde 2002 von Bundestagspräsident Wolfgang Thierse mit dem Förderpreis „Demokratie leben“ des Deutschen Bundestages in Berlin und 2005 beim Bundeswettbewerb „Aktiv für Demokratie und Toleranz“ ausgezeichnet.

## Auszeichnungen
Ilse Zelle  wurde 2001 für herausragende Betreuung von Schülern bei bundesweiten Schülerwettbewerben durch Bundespräsident Rau im Schloss Bellevue in Berlin ausgezeichnet. Am 26. August 2008 wurde Ilse Henneberg das Bundesverdienstkreuz am Bande verliehen und im Oktober 2008 im Rathaus Stuhr ausgehändigt. Des Weiteren erhielt sie 1999 einen Sonderpreis für fächerverbindenden Unterricht in der Sek-II des Klett Verlages, sowie 2003 den 1. Preis und 2006 den Sonderpreis der Henning von Burgsdorff-Stiftung für herausragende Unterrichtsprojekte im Historischen Museum in Hannover.

## Buchveröffentlichungen (Auswahl)
- Ilse Henneberg, Bärbel Gemmeke-Stenzel (Hrsg.): Gestern Nachbar – heute Jude/Verfolgte in der Heimat. (= Arbeitsberichte. – Wissenschaftliches Institut für Schulpraxis, Folge 111.) Bremen 1995, OCLC 37400726.
- Ilse Henneberg: Vom Namen zur Nummer – Einlieferungsritual in Konzentrationslager. Mit einem Vorwort von Volkhard Knigge, Donat Verlag, Bremen 1996, ISBN 3-931737-14-4.
- Lilly Kertesz: Von den Flammen verzehrt. Erinnerungen einer ungarischen Jüdin. Mit einer Dokumentation von Schülerinnen und Schülern der Kooperativen Gesamtschule Stuhr-Brinkum. Herausgegeben von Ilse Henneberg, 266 Seiten mit Fotos, Landkarten und Dokumenten, Donat Verlag, Bremen 1999, ISBN 3-931737-73-X.
- Ilse Henneberg (Hrsg.): Niedergefahren zur Hölle – Aufgefahren gen Himmel. Wernher von Braun und die Produktion der V2-Rakete im KZ-Mittelbau-Dora, mit einem Vorwort von Rainer Eisfeld. Dokumentation und Lesung erarbeiteten Schüler der KGS Stuhr-Brinkum, Donat-Verlag, Bremen 2002, ISBN 3-934836-36-4.
- Ilse Henneberg (Hrsg.): Edgar Deichmann – Von Syke nach Sao Paulo. Vorwort von Luise Scherf, Donat-Verlag, Bremen 2006, ISBN 3-938275-15-4.
- Ilse Zelle (Hrsg.): Otto Polak – Leben und Schicksal eines Christen jüdischer Herkunft. Vorwort von Henning Scherf, Donat-Verlag, Bremen 2010, ISBN 978-3-938275-62-7.
- Ilse Zelle: Karl Knaake – Begründer der Weimarer Lutherausgabe. Hintergründe zu Person und Werk. LIT Verlag, Berlin/Münster 2017, ISBN 978-3-643-13629-9.
- Ilse Zelle: Adele Polak. Carl Polak. Siegfried Polak. In: Peter Christoffersen, Barbara Johr (Hrsg.): Stolpersteine in Bremen. Biografische Spurensuche Neustadt. Bremen 2020, ISBN 978-3-96202-062-0.
- Ilse Zelle: Zeugen der Zeitzeugen – Mit Schülern auf „Spurensuche“. In: Geschichte und Frieden in Deutschland 1870-2020. Eine Würdigung des Werkes von Wolfram Wette. Hrsg.: Helmut Donat; Reinhold Lütgemeier-Davin. Bremen 2024, ISBN 978-3-949116-11-7.

## Buchbeiträge, Aufsätze
- Rezensionen über das Buch „Niedergefahren zur Hölle – Aufgefahren gen Himmel. Wernher von Braun und die Produktion der V2-Rakete“, Hrsg. Ilse Henneberg, erschienen u. a. im News Letter des Fritz-Bauer-Instituts in Frankfurt, 4/03 und im Gedenkstättenrundbrief der Stiftung Topographie des Terrors in Berlin, 2/04, der auch einen ausführlichen Projektbericht veröffentlichte.
- In den DIZ-Nachrichten 24/2003 erschien die Schülerrede von der Eröffnung der Ausstellung „Vom Namen zur Nummer“ am 26. Januar 2003 im Dokumentations- und Informationszentrum Emslandlager in Papenburg.
- Ilse Henneberg „Vom Namen zur Nummer“ – Schülerprojekt. In: Erinnerungsarbeit, herausgegeben von Bernhard Nolz und Wolfgang Popp, Münster 2000
- Ilse Henneberg (Hrsg.): Franzose, Deutsche, Jude oder Brasilianer? – Die jüdische Familie Deichmann, Kreismuseum Syke 1998
- Ilse Henneberg: Vom Namen zur Nummer – Eine Schülerausstellung in Theresienstadt. In: Braunschweiger Beiträge für Theorie und Praxis von Ru und Ku 3/1998, ARP Kirchencampus Wolfenbüttel
- Ilse Henneberg, Bärbel Gemmeke-Stenzel: „Vom Namen zur Nummer“ Spuren suchen und Schreiben als Verarbeitungsform historischer Erfahrung (Vergleich 11. Klasse/Projektkurs) in: Praxis Geschichte Heft 2, März 1997
- Ilse Henneberg, Antje Ahrends, Antje Burat, Julia Vehmeyer: Vom Namen zur Nummer. In: Stiftung Topographie des Terrors (Hrsg.), Gedenkstättenrundbrief Nr. 78, Berlin 1997
- Ilse Henneberg; Daniela Nienaber: Der lange Weg vom Manuskript zum Buch. In: Gedenkstättenrundbrief Nr. 90, 8/1999, Stiftung Topographie des Terrors (Hrsg.)
- Ilse Henneberg (Hrsg.): Das Lager der Märtyrer – Erinnerungen an die Gefangenschaft der französischen Geiseln im deutschen Konzentrationslager Milejgany in Litauen 1918, Stuhr 2004, Paperback
- Henneberg, Ilse: Gestern Nachbar – heute Jude/Verfolgte in der Heimat, didaktisch-methodische Aufbereitung des fächerübergreifenden Projekts in: Gedenkstätten – Orte lebendigen Lernens. reliprax -Nr. 15, Bremen 1995 (RELIPRAX, Melchersstr. 10, 28213 Bremen).